# Трудівська сільська рада (Сімферопольський район)
Трудівська сільська́ ра́да — адміністративно-територіальна одиниця та орган місцевого самоврядування в Сімферопольському районі Автономної Республіки Крим. Адміністративний центр — село Трудове.

## Загальні відомості
- Населення ради: 8 363 особи (станом на 2001 рік)

## Населені пункти
Сільській раді підпорядковані населені пункти:
- с. Трудове
- с-ще Айкаван
- с. Акрополіс
- с. Ана-Юрт
- с. Денисівка
- с. Дружне
- с. Іванівка
- с. Бура
- с. Строгонівка

## Склад ради
Рада складається з 36 депутатів та голови.
- Голова ради: Сазонов Ігор Михайлович
- Секретар ради: Михайловська Галина Олександрівна

### Керівний склад попередніх скликань
| Прізвище, ім'я, по батькові | Основні відомості                                                                       | Дата обрання | Дата звільнення |
| --------------------------- | --------------------------------------------------------------------------------------- | ------------ | --------------- |
| Приходько Тетяна Михайлівна | Сільський голова, 1953 року народження, позапартійна                                    | 26.03.2006   | 31.10.2010      |
| Сазонов Ігор Михайлович     | Сільський голова, 1973 року народження, освіта середня спеціальна, член Партії регіонів | 31.10.2010   |                 |

Примітка: таблиця складена за даними сайту Верховної Ради України

### Депутати
За результатами місцевих виборів 2010 року депутатами ради стали:

#### За суб'єктами висування
| Суб'єкт висування | Кількість обраних депутатів | %    |
| ----------------- | --------------------------- | ---- |
| Самовисування     | 25                          | 69,4 |
| Партія регіонів   | 10                          | 27,8 |
| Партія «Союз»     | 1                           | 2,8  |

#### За округами
| № округу        | Прізвище, ім'я, по батькові       | Дата визнання обраним | Освіта  | Партійна приналежність                  | Відомості про обраного депутата                             |
| --------------- | --------------------------------- | --------------------- | ------- | --------------------------------------- | ----------------------------------------------------------- |
| Партія регіонів |                                   |                       |         |                                         |                                                             |
| 3               | Салунін Олександр Володимирович   | 02.11.2010            | вища    | член Партії регіонів                    | приватний підприємець                                       |
| 4               | Горюнов Сергій Якимович           | 02.11.2010            | середня | член Партії регіонів                    | ЧСП"Сягор", керівник                                        |
| 5               | Сиротюк Євген Васильович          | 02.11.2010            | середня | член Партії регіонів                    | АТОВ «Сімферопольське», агроном                             |
| 6               | Кузьменко Олег Юрійович           | 02.11.2010            | вища    | член Партії регіонів                    | ПП «Клевер», керівник                                       |
| 7               | Мушкавець Світлана Арташівна      | 02.11.2010            | середня | член Партії регіонів                    | будинок культури с. Трудове, керівник                       |
| 9               | Шевченко Людмила Василівна        | 02.11.2010            | середня | позапартійна                            | Трудівська сільська рада, головний бухгалтер                |
| 16              | Трунова Інна Василівна            | 02.11.2010            | вища    | член Партії регіонів                    | Денисівська загальноосвітня школа, заст. Керівника          |
| 18              | Григоренко Марія Семенівна        | 02.11.2010            | середня | член Партії регіонів                    | Трудівський ОСТ, спеціаліст                                 |
| 19              | Довгань Юлія Петрівна             | 02.11.2010            | середня | позапартійна                            | КРУПБ № 5, медсестра                                        |
| 26              | Лашков Григорій Іванович          | 02.11.2010            | вища    | член Партії регіонів                    | пенсіонер                                                   |
| Партія «Союз»   |                                   |                       |         |                                         |                                                             |
| 22              | Голуб Альона Іванівна             | 02.11.2010            | середня | позапартійна                            | ВАТ «Завод Сізакор», економіст                              |
| Самовисування   |                                   |                       |         |                                         |                                                             |
| 1               | Іванушкіна Алла Олександрівна     | 02.11.2010            | вища    | позапартійна                            | Денисівська загальноосвітня школа, директор                 |
| 2               | Харченко Олена Юріївна            | 02.11.2010            | вища    | позапартійна                            | ПП «Клевер», бухгалтер                                      |
| 8               | Михайловська Галина Олександрівна | 02.11.2010            | середня | член Комуністичної партії України       | Трудівська сільська рада, секретар                          |
| 10              | Кичиков Різа Юнусович             | 02.11.2010            | вища    | позапартійний                           | тимчасово не працює                                         |
| 11              | Тамалак Айдер Лутфійович          | 02.11.2010            | вища    | член Політичної партії «Сильна Україна» | пенсіонер                                                   |
| 12              | Ібраімов Ельдар Шаібович          | 02.11.2010            | вища    | позапартійний                           | ПП «Геодем», керівник                                       |
| 13              | Арамян Севак Арсенович            | 02.11.2010            | вища    | позапартійний                           | тимчасово не працює                                         |
| 14              | Гордєєва Галина Юріївна           | 02.11.2010            | вища    | член Партії регіонів                    | тимчасово не працює                                         |
| 15              | Ткаченко Василь Михайлович        | 02.11.2010            | вища    | член Партії регіонів                    | АТОВ «Сімферопольське», заст. Керівника                     |
| 17              | Гафаров Сервер Казімовіч          | 02.11.2010            | середня | позапартійний                           | ПППЄК «Современник»                                         |
| 20              | Чеботарьов Віктор Вікторович      | 02.11.2010            | вища    | позапартійний                           | фірма «Індекс», консультант                                 |
| 21              | Губська Ольга Петрівна            | 02.11.2010            | середня | позапартійна                            | тимчасово не працює                                         |
| 23              | Пархоменко Геннадій Іванович      | 02.11.2010            | середня | позапартійний                           | ОАО «Крименерго»                                            |
| 24              | Міхін Сергій Михайлович           | 02.11.2010            | вища    | позапартійний                           | ПП «Волков О. С.», водій                                    |
| 25              | Гуцко Іван Миколайович            | 02.11.2010            | середня | позапартійний                           | підприємство «Анева», комерційний директор                  |
| 27              | Слабодяник Олександр Миколайович  | 02.11.2010            | середня | позапартійний                           | тимчасово не працює                                         |
| 28              | Глобін Олег Олександрович         | 02.11.2010            | вища    | позапартійний                           | територіальне виробниче об'єднання «Бутструктура», менеджер |
| 29              | Джапарова Айше Музафарівна        | 02.11.2010            | вища    | член Народного Руху України             | КНИГИМ, лаборант                                            |
| 30              | Діттанов Ділявер Рустамович       | 02.11.2010            | вища    | позапартійний                           | тимчасово не працює                                         |
| 31              | Муратов Єскендер Едемович         | 02.11.2010            | вища    | позапартійний                           | комерсант                                                   |
| 32              | Аблямітов Ленур Рустемович        | 02.11.2010            | середня | позапартійний                           | тимчасово не працює                                         |
| 33              | Мевлюдов Рустем Іззатович         | 13.06.2011            | вища    | позапартійний                           | ПП «Елегант» приватний підприємець, директор                |
| 34              | Муртазаєв Алі Февзійович          | 02.11.2010            | середня | позапартійний                           | приватний підприємець                                       |
| 35              | Ібрагимова Лєніє Різаівна         | 02.11.2010            | вища    | член Народного Руху України             | тимчасово не працює                                         |
| 36              | Мустафаєв Едем Умарович           | 13.06.2011            | вища    | позапартійний                           | ТОВ «Кримфармація», заступник голови                        |